# Diocesi di Karka d'Ledan

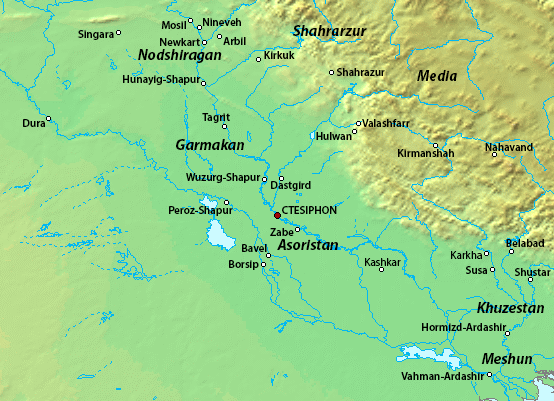
Mappa della Mesopotamia in epoca sasanide; a sud-est l'indicazione della provincia persiana del Khūzestān e della città di Karka.

La diocesi di Karka d'Ledan è un'antica sede della Chiesa d'Oriente, suffraganea dell'arcidiocesi di Beth Lapat, attestata dal IV al IX secolo.

## Storia
Karka d'Ledan è una città scomparsa della provincia persiana del Khūzestān (o Huzistan), nota in siriaco come Beth Huzaye e corrispondente all'incirca alla moderna regione di Ilam (o Elam) in Iran. Gli scavi archeologici condotti verso la metà del XX secolo hanno identificato i resti archeologici con il sito di Ivan-i Karhah, 10 chilometri a nord della diga di Pu-i Pul. La città fu fondata dal re Sapore II poco prima del 341 per ospitare i prigionieri greci dell'Alta Mesopotamia deportati dopo le vittorie contro gli eserciti bizantini. Il nome «Karka d'Ledan» significa: la città del distretto di Ledan.
All'epoca del martirio di Mar Simone bar Sabbae (341), catholicos della Chiesa d'Oriente, Karka d'Ledan era una delle residenze reali e fu proprio da qui che Sapore II lanciò la sua grande persecuzione contro i cristiani dell'impero persiano, attestata da molte antiche cronache e dagli acta martirum della Chiesa persiana. Il patriarca trovò la morte a Karka d'Ledan e ben presto la sua tomba divenne centro di pellegrinaggio e di devozione. In occasione del martirio del patriarca le cronache accennano al vescovo di Karka d'Ledan, il cui nome è ignoto, probabilmente un greco fatto prigioniero durante le campagne militari di Sapore II. A Karka d'Ledan trovò la morte anche un altro patriarca, Mar Bar Bashmin, nel 346 circa.
Nel concilio convocato dal patriarca Isacco nel 410, la diocesi di Karka d'Ledan fu assegnata alla provincia ecclesiastica dell'arcidiocesi di Beth Lapat. In quell'occasione la sede diocesana era disputata da più di un vescovo ed il concilio decise che nessuno di questi doveva sottoscriverne gli atti in attesa che la situazione venisse risolta. Nel successivo concilio celebrato nel 420 troviamo il nome del primo vescovo noto di Karka d'Ledan, Sawmai, il quale, dieci anni dopo, riesumò i resti del santo patriarca Mar Shimun Bar Sabba'e per collocarli in una più degna sepoltura, una chiesa appositamente costruita per venerarne le reliquie.
Tra VI e VII secolo si distinsero due vescovi, autori di opere di carattere teologico e morale: Mosè, menzionato nel 576, autore di un'opera morale Sulle buone opere; e Barsauma, menzionato nel 630, autore di un'opera Sulla fede. La Cronaca di Seert riporta i testi di due lettere di Barsauma scritte al patriarca Mar Ishoʿyahb II.
L'ultimo vescovo certo di Karka d'Ledan è Isacco, monaco del monastero di Rabban Sapore, uno dei più importanti monasteri del Beth Huzaye. Dopo di lui non si conosce quasi più nulla della diocesi; all'epoca del patriarca Mar Timoteo I è certa l'esistenza di un altro vescovo, consacrato dallo stesso patriarca tra il 795 e il 798. Nel 900 Macario presenziò al concilio convocato dal patriarca Mar Yohannan V Ibn Issa, ma si firmò come vescovo di Karka d'Ledan e di Sus; a quest'epoca la città di Karka d'Ledan era caduta in rovina, i suoi abitanti trasferiti a Sus e le due sedi episcopali unite fra loro; da questo momento la diocesi venne di fatto soppressa.

## Cronotassi dei vescovi
- Anonimo † (menzionato nel 341)
- Sede disputata † (nel 410)
- Sawmai † (prima del 420 - dopo il 430 deceduto)
- Paolo ben Qaqai † (menzionato nel 486)
- Salomone (o Emanuele o Samuele) † (menzionato nel 497)
- Salmai † (menzionato nel 544)
- Surin † (menzionato nel 554)
- Mosè † (menzionato nel 576)
- Pusai † (menzionato nel 605)
- Barsauma † (menzionato nel 630)
- Isacco † (menzionato nel 680 circa)
- Anonimo † (menzionato tra il 795 e il 798)
- Macario † (menzionato nel 900)